# James Murdock (homme politique)
Pour les articles homonymes, voir James Murdock et Murdock.
James Murdock (15 août 1871-15 mai 1949) est un homme politique canadien de l'Ontario. Il est député fédéral libéral de la circonscription ontarienne de Kent d'une élection partielle en 1922 à 1925. Il est ministre dans le cabinet du premier ministre Mackenzie King.

## Biographie
Né à Brighton en Angleterre, Murdock se présente sans succès lors de l'élection de 1921 dans la circonscription de Toronto-Sud. Malgré sa défaite, il entre au cabinet et occupe le poste de ministre du Travail peu de temps après l'élection. Après la nomination d'Archibald McCoig, député de Kent, au Sénat du Canada, Murdock est élu par acclamation lors d'une élection partielle en 1922. 
Alors qu'il est ministre du Travail en 1923, Murdock est empêtré dans une controverse impliquant un retrait de fonds à la Home Bank of Canada peu de temps avant son effondrement et sur la base d'informations obtenues à titre de membre du cabinet.
Il est défait en 1925 et en 1926 alors qu'il se présentait dans la circonscription de Toronto—High Park.
En 1930, il est nommé au Sénat du Canada afin de représenter la division sénatoriale de Parkdale. Il y siège jusqu'à son décès en 1949.